# Euronext Lisbon
Euronext Lisbon - фондова біржа в Лісабоні, Португалія. Вона є частиною загальноєвропейської біржі Euronext. Найвідоміший індекс - PSI.
Euronext Lisbon торгує акціями, державними та приватними облігаціями, облігаціями участі, варрантими, корпоративними варрантами, інвестиційними трастовими паями та ETF. Індекс BVL General є офіційним індексом біржі і включає всі акції, що котируються на офіційному ринку. Розрахунок здійснюється за формулою Т+2. Деривативи включають довгострокові процентні ф'ючерси, тримісячні Лісабонські ф'ючерси, ф'ючерси на фондові індекси та опціони на фондовий індекс PSI та португальські ф'ючерси. Години торгівлі - з 8:00 до 16:30 з понеділка по п'ятницю.

## Історія

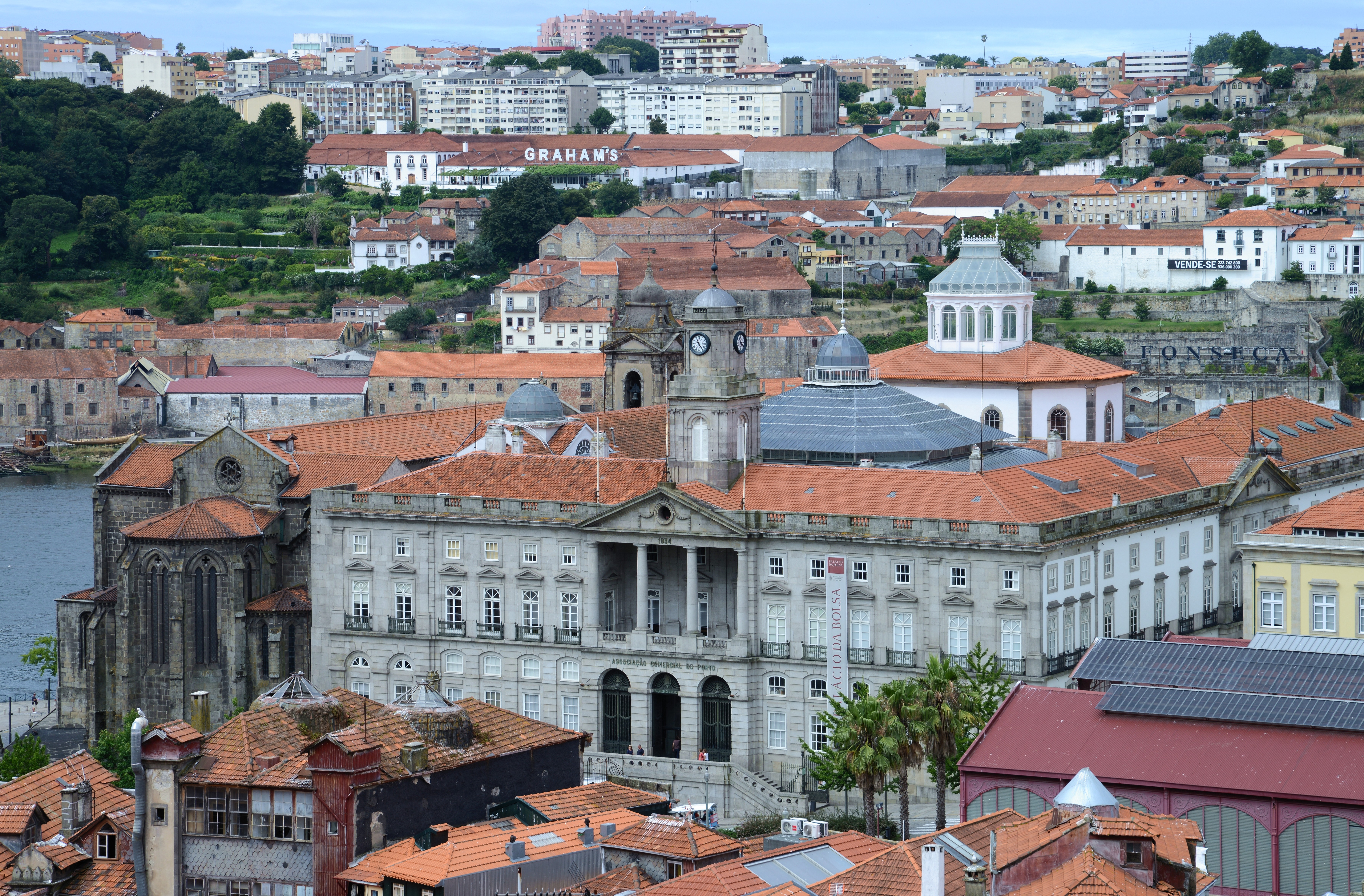
Palácio da Bolsa (Біржовий палац) у Порту, Португалія

Попередник Лісабонської фондової біржі (порт. Bolsa de Valores de Lisboa) був створений у 1769 році як Асамблея бізнесменів (порт. Assembleia dos Homens de Negócio) на Торговельна площі (порт. Praça do Comércio) в центрі Лісабона. У 1891 році була заснована Фондова біржа Порту (порт. Bolsa de Valores do Porto) в Порту.
Після військового перевороту 25 квітня 1974 року обидві біржі були закриті революційною Радою національного порятунку (вони були знову відкриті через кілька років).
Португальська біржа Bolsa de Valores de Lisboa e Porto (BVLP) була створена в 1990-х роках шляхом реструктуризації асоціації Лісабонської фондової біржі та Асоціації біржових деривативів Порту.
Наприкінці 2001 року на ринках, регульованих BVLP, було зареєстровано 65 компаній, які разом мали ринкову капіталізацію вартістю 96,1 млрд євро. З січня по грудень 2001 року на ринку BVLP було укладено 4,7 мільйона ф'ючерсів та опціонів.
Злиття Bolsa de Valores de Lisboa e Porto з Euronext у 2002 році, в результаті якого було створено Euronext Lisbon, підвищило ефективність ринку в період після злиття і справило позитивний вплив на фінансовий розвиток Португалії.
У 2007 році, після злиття Euronext і NYSE, Euronext Lisbon приєдналася до нової групи NYSE Euronext, найбільшої корпорації, що управляла кількома фондовими біржами. Кілька років по тому, частиною угоди Intercontinental Exchange з придбання NYSE Euronext стало виділення Euronext. У червні 2014 року Euronext завершила первинне публічне розміщення акцій, що зробило її знову окремою компанією. Після цієї операції Euronext Lisbon залишилася дочірньою компанією Euronext N.V. зі штаб-квартирою в Парижі та зареєстрованою в Амстердамі.